# Henk Pellikaan
Hendricus Adriaan Pellikaan (Leerdam, 10 novembre 1910 – Tilburg, 24 luglio 1999) è stato un calciatore olandese, di ruolo centrocampista.